# Партизанский сельский совет (Крым)
Партизанский сельский совет (укр. Партизанська сільська рада, крымскотат. Şeyh Eli köy şurası) — административно-территориальная единица в Кировском районе в составе АР Крым Украины (фактически до 2014 года; ранее до 1991 года — в составе Крымской области УССР в СССР). Население по переписи 2001 года — 1821 человек. Территория сельсовета находится в центре района, в степном Крыму, в долине небольшой реки Кхоур-Джилга.
К 2014 году сельсовет состоял из 2 населённых пунктов:
- Партизаны
- Спасовка

## История
Партизанский сельский совет был образован в 1978 году в современном составе выделением населённых пунктов из Журавского сельсовета. С 12 февраля 1991 года сельсовет в восстановленной Крымской АССР, 26 февраля 1992 года переименованной в Автономную Республику Крым. С 21 марта 2014 года в составе Крыма аннексирован Россией. Законом «Об установлении границ муниципальных образований и статусе муниципальных образований в Республике Крым» от 4 июня 2014 года территория административной единицы была объявлена муниципальным образованием со статусом сельского поселения.